# 千秋太后 (テレビドラマ)
千秋太后（チョンチュテフ、ハングル: 천추태후）は、2009年1月3日から同年9月27日まで韓国KBSにて放送されたテレビドラマ（時代劇）。全78話。

## あらすじ
舞台は10世紀末期から11世紀初期の高麗王朝。
第6代皇帝・成宗は80万の兵を率いて高麗に侵攻した契丹に領土の一部を割譲しようとする。ところが、先代皇帝・景宗の第3皇后だった妹のファンボ・スは徹底抗戦を主張する。初代皇帝・太祖王建の孫娘でもあるスは兄の意向に背き、「高麗を大帝国にする」という太祖王建の掲げた理想の実現を懸けて、血塗られた戦いの先頭に立つ。
時は流れ、スの息子ソンは第7代皇帝・穆宗として即位し、千秋太后と名乗ったスは穆宗の摂政となり、太祖王建の理想の実現を目指して富国強兵の政策を打ち出していた。しかし、宮廷内ではスの政策に賛成する北方系の派閥と、長く続く戦乱を厭うようになっていた新羅系の派閥とが、世継ぎのいない穆宗皇帝の後継者争いも相まって激しく対立していた。
そんな中、スの側近だったキム・チヤンが新羅復興を狙ってクーデターを起こす。しかし、事前にクーデターの情報を掴んでいた将軍カン・ジョによってクーデターは鎮圧される。クーデターへの関与を疑われたスは摂政の座を追われ、スの妹ファンボ・ソルと慶州院君ワン・ウクの息子である大良院君ワン・スンが第8代皇帝・顕宗として即位する。
こうした高麗の混乱に乗じて再び契丹が侵攻し……。

## 登場人物
登場人物は、個別に注釈がない場合はに基づく。また作品中の一部設定が、歴史上の記録と異なる場合がある。

### 主要人物
| 俳優                            | 役名                  | 作品中の設定等 |
| チェ・シラ 少女時代キム・ソウン | ファンボ・ス/千秋太后 | 本作品の主人公。太祖の孫娘。景宗の第3皇后となりソンを儲ける。死別後は崇徳宮主に封じられ、ソンの即位後は摂政に就き、千秋太后と名乗るようになる。高麗を諸外国とも対等な国にしようと骨を折るが、チヤンとの愛やソンとの関係に悩む。 |
| キム・ソックン                  | キム・チヤン          | 新羅の王族の末裔で、仮の顔として商団の行首をしている。高麗を滅ぼすためにスに近寄るが、彼女を愛してしまい苦悩する。 |
| チェ・ジェソン                  | カン・ジョ            | 渤海の重臣の末裔。渤海滅亡後流民たちと共に高麗にやってきたが幽閉生活を強いられ、流民たちが暴動を起こした際にスと出会う。スの忠臣として仕えながら、内心秘かに彼女を愛する。                                                      |
| イ・ドックァ                    | カン・ガムチャン      | 高麗の重臣。若い頃に光宗による重臣粛清に遭って家が没落、その後諸国を周遊した後高麗に戻ってきた。スに仕えながらも、幼いスン（大良院君）の身を案じる。                                                                            |

### 高麗皇室
| 俳優                                  | 役名                    | 作品中の設定等 |
| ムン・ジョンヒ 少女時代キム・ミンジ   | プヨン/文和王后         | キム・ウォンスンの娘。ワン・チ/成宗の妻となり延興宮主に封じられ、その後第2皇后となる。ソンの育ての母。成宗と死別後、スの政敵となっていくが遼夫人（チャルリ）の策略にかかり失脚する。                                 |
| キム・ジフン 少年時代カン・スハン     | ワン・スン/顕宗         | ワン・ウクとファンボ・ソルの間に生まれた息子。早くに両親と死別し、伯父成宗の下で育ち大良院君に封じられる。穆宗即位後、千秋太后により出家させられる。キム・チヤンに生命を狙われるが生き延び、長じて高麗の皇帝となる。 |
| パク・シウン                          | キム・ジョン/元貞王后   | 成宗と文和王后の娘。後にスンと結婚し皇后となる。 |
| イ・イン 少年時代パク・チビン         | ワン・ソン/穆宗         | 景宗とスの息子。早くに父と死別、母と生き別れた後延興宮主に育てられる。長じて開寧君に封じられ、伯父成宗の死後即位して皇帝となる。スと再会後は彼女との関係に悩み、すさんだ生活を送るようになる。                       |
| イ・イネ 少女時代ハン・ボベ           | ソン姫/宣正王后         | 文徳王后が、死別した前夫弘徳院君ワン・ギュとの間に儲けた娘。長じて穆宗と結婚。心身ともにすさんでいく夫の身を案じている。                                                                                             |
| キム・ホジン                          | ワン・ウク/慶州院君     | 太祖の息子でスにとっては叔父にあたる。未亡人となったソルと愛し合いスンを儲けるが流刑となり、彼女とも死別。スンの将来を案じながら世を去る。                                                                           |
| シネ 少女時代パク・ウンビン           | ファンボ・ソル/献貞王后 | スの妹。姉と共に景宗の皇后となる。景宗と死別後ウクと再会して共に暮らし、スンを儲けるが出産直後に産褥死する。 |
| キム・ミョンス 青年時代チェ・ウヒョク | ワン・チ/成宗           | スとソルの兄。黄州院君の爵位を持つ。景宗の死後即位して皇帝となるが、政治理念や手法を巡りスと対立する。 |
| イ・ヒョンギョン 青年時代ペク・スンヒ | 文徳王后                | チが即位する前からの妻（後に第1皇后）。前夫との間の娘ソンを連れての再婚であり、チからは疎まれている。 |
| パン・ヒョジョン                      | 神静皇太后              | 太祖の第4皇后でチ、ス、ソルそして景宗の祖母。明福宮大夫人の別名を持つ。3人の育ての親で、孫たち、特にチの諸外国に及び腰な姿勢や、彼とスとの対立に心を痛める。                                                         |
| チェ・チョロ 少年時代チャ・ジェドル   | 景宗                    | 高麗第5代皇帝。スとソルの夫。幼い頃に経験した重臣粛清の影響で父光宗と良好な関係を持てず、それが原因で心を病み酒食にふける生活を送ってきた。スとの間にソンを儲けるが病のため急逝する。                                |
| イ・ヨンア                            | 大穆王后                | 景宗の実母。回想シーンで登場。 |
| ヤン・ウニョン                        | 献粛王后                | 景宗の第1皇后。 |
| チェ・ヨンワン                        | 献懿王后                | 景宗の第2皇后。 |

### 高麗重臣（北方系）
| 俳優             | 役名       | 作品中の設定等 |
| イム・ヒョク     | ソ・ヒ     | 高麗の名門の家系出身。カン・ガムチャンと知り合ってからは政治的盟友となる。成宗時代に外交面において様々な功績を挙げる。スの助言者。 |
| チョン・ムソン   | イ・ジベク | 北方系重臣。 |
| ウォン・ソギョン | イ・ギョミ | 武臣。 |

### 高麗重臣（新羅系）
| 俳優               | 役名             | 作品中の設定等 |
| イ・ギヨル         | チェ・ソム       | 光宗が初めて実施した科挙の合格者。ソ・ヒやカン・ガムチャンとは対立関係にある。                                                           |
| キム・ビョンギ     | キム・ウォンスン | 文和王后の父親。もともとは商人で、娘が高麗皇室に嫁いだのをきっかけに文臣となる。成宗崩御後は娘と共に政治の実権を巡る争いに加わっていく。 |
| キム・ジョンギョル | チェ・リャン     | チの師匠で即位後はそのまま重臣となり、助言者の役目も務める。                                                                             |
| キム・ハギュン     | チェ・ハン       | 寡黙だが決断力がある。後にスンの師匠となる。                                                                                             |
| パク・ジイル       | キム・シモン     | チェ・ソムの義理の息子。 |
| オ・ウクチョル     | チョ・ソン       | チョ尚宮の兄でキム・ウォンスンの護衛（行首）。                                                                                           |
| チョ・ビョンゴン   | イ・ヤン         | |
| イ・ジュヌ         | ソル・シニュ     | 新羅の大学者ソル・チョンの末裔。 |

### 高麗重臣（中立派）
| 俳優               | 役名             | 作品中の設定等                                                             |
| チョン・ソンファン | チェ・ジモン     | 天文と占いを得意とし、太祖の時代より政治的顧問として高麗に仕えてきた人物。 |
| メン・ホリム       | パク・ヤンユ     | ソンの開寧君冊封式を執り行った。                                           |
| イム・ビョンギ     | ハン・オンゴン   | 成宗、穆宗のもとで要職を歴任し、穆宗治世下では門下侍中も務めた。           |
| キム・ヨンソン     | ハン・インギョン | 光宗時代の科挙合格者。後に詐欺事件に関与して流刑となった。                 |

### 高麗武臣
| 俳優             | 役名         | 作品中の設定等 |
| チェ・ジュニョン | イ・ヒョヌン | 安戎鎮鎮長の地位にあったが、敵前逃亡により降格させられカン・ジョの部下となる。第2次高麗・契丹戦争の時にカン・ジョを裏切り契丹に投降した。             |
| チェ・ドンジュン | テ・ドス     | 渤海王族の末裔（作品中では太子の息子の設定）。安戎鎮にて契丹軍に勝利し朝廷に取り立てられる。第2次高麗・契丹戦争で味方の裏切りに遭い、契丹に降伏した。 |
| パク・チョロ     | キム・フン   | 原州武臣のひとり。第1次高麗・契丹戦争中のスの戦いぶりに感心し彼女の配下となる。                                                                       |
| チェ・ワンスン   | チェ・ジル   | 原州武臣のひとり。第2次高麗・契丹戦争でキム・フンらと共に契丹軍を退けた。                                                                             |
| イ・ウォンバル   | ユ・バン     | テ・ドスの忠臣。 |
| ホン・イルグォン | ヤン・ギュ   | 第2次高麗・ 契丹戦争の際、契丹軍を奇襲し捕虜を奪還した英雄。                                                                                          |

### 契丹（遼）
| 俳優                              | 役名                 | 作品中の設定等                                                                                   |
| シム・ヘジン                      | 蕭太后               | 景宗の皇后で聖宗の母。スに大きな影響を与えた人物。                                               |
| チャン・ドンジク 青年時代オ・ゴヌ | 聖宗                 | 契丹第6代皇帝。血気盛んで、虎視眈々と高麗への侵攻を狙う。                                        |
| チ・デハン                        | ソ・ソンニョン       | 契丹の武将。軍を率いて高麗に侵攻するがソ・ヒと会談の末撤退した。史実ではチャルリ（遼夫人）の父。 |
| チョン・フンチェ                  | ソ・ベアプ           | ソ・ソンニョンの兄。                                                                             |
| キム・ミョングク                  | ヤユル・ジョンニョル | 契丹の武将。策略家であの手この手で高麗を脅かす。                                                 |
| キム・ソンヒョン                  | ヤユル・ブンノ       | 聖宗の護衛武臣。                                                                                 |
| イ・ハンソル                      | ヤユル・ムギ         | 奴隷出身。渤海流民の暴動の最中でスと出会い、彼女の弓により片目を失う。以後スに深い恨みを抱く。   |